# محمد عسگری
محمد عسگری (زادهٔ ۲۰ شهریور ۱۳۵۷) در تهران، نویسنده، کارگردان و بازیگر ایرانی است.

## زندگی
محد عسگری در ۲۰ شهریور ۱۳۵۷ در محلهٔ امام زاده حسن تهران زاده شد. او نخستین فرزند خانواده است و یک برادر و یک خواهر دارد. او در ۳ سالگی به همراه خانواده خود به کرج نقل مکان کرد و پس از گرفتن دیپلم از دبیرستان شهید میره‌ای کرج، در سال ۱۳۷۶ وارد دانشکدهٔ هنر و معماری دانشگاه آزاد تهران مرکز و در سال ۱۳۸۰ فارغ‌التحصیل شد.
محد عسگری  فعالیت هنری خود را از سال ۱۳۷۴در شهر کرج آغاز نمود و تا سال ۱۳۹۵ در بیش از ۴۰ نمایش در سمت‌های مختلف نقش داشت و جوایز متعددی را کسب کرد. او تجربه‌های مختلفی را در خصوص سینما و تلویزیون انجام داد. اما نخستین فیلم حرفه‌ای او در عرصهٔ سینما حضور در فیلم سینمایی محمد (ص) ساختهٔ مجید مجیدی بود. وی گذشته از حضور در گروه کارگردانی، بازیگر یکی از نقش‌های اصلی فیلم هم بود.
عسگری پس از سال‌ها فعالیت در عرصهٔ برنامه‌ریزی و دستیار کارگردانی در عرصهٔ سینما، در سال ۱۴۰۱ نخستین فیلم بلند سینمایی خود را به عنوان اتاقک گلی ساخت که در چهل و یکمین دوره جشنواره بین‌المللی فیلم فجر با اقبال شگفت‌انگیزی مواجه شد. فیلم او نامزد دریافت ۱۱ سیمرغ شد و در روز اختتامیه نیز سیمرغ بهترین کارگردان فیلم اول و همین‌طور سیمرغ بهترین کارگردان بین‌الملل در بخش مقاومت و جایزهٔ ویژهٔ هیئت داوران جشنواره را از آن خود کرد.

## فیلم‌شناسی
| سال  | نام اثر                   | سمت                                                                   | کارگردان                         |
| ---- | ------------------------- | --------------------------------------------------------------------- | -------------------------------- |
| ۱۴۰۲ | آسمان غرب                 | کارگردان                                                              |                                  |
| ۱۴۰۱ | فیلم سینمایی اتاقک گِلی    | کارگردان                                                              |                                  |
| ۱۴۰۰ | فیلم سینمایی نگهبان شب    | مدیر برنامه‌ریزی و دستیار اول کارگردان                                 | سید رضا میرکریمی                 |
| ۱۳۹۸ | فیلم سینمایی خورشید       | مدیر برنامه‌ریزی و دستیار اول کارگردان                                 | مجید مجیدی                       |
| ۱۳۹۷ | فیلم سینمایی قصر شیرین    | مدیر برنامه‌ریزی و دستیار اول کارگردان و بازیگر                        | سید رضا میرکریمی                 |
| ۱۳۹۵ | فیلم سینمایی آن سوی ابرها | مدیر برنامه‌ریزی و دستیار اول کارگردان                                 | مجید مجیدی                       |
| ۱۳۹۴ | فیلم سینمایی محمد (ص)     | دستیار کارگردان و بازیگر                                              | مجید مجیدی                       |
| ۱۳۹۶ | فیلم سینمایی تنگهٔ ابوقریب | دستیار اول کارگردان                                                   | بهرام توکلی                      |
| ۱۴۰۰ | فیلم سینمایی موقعیت مهدی  | انتخاب بازیگر                                                         | هادی حجازی فر                    |
|      | فیلم سینمایی ثارالله      | دستیار اول کارگردان (پس از گذشت ۶ ماه از پیش تولید پروژه متوقف گردید) | مجتبی فرآورده                    |
| ۱۳۹۳ | فیلم سینمایی سکوت رعنا    | مدیر برنامه‌ریزی و دستیار اول کارگردان                                 | بهزاد رفیعی                      |
| ۱۳۹۹ | فیلم سینمایی لاله         | مدیر برنامه‌ریزی و دستیار اول کارگردان                                 | اسدالله نیک نژاد (به مدت دو ماه) |
| ۱۳۹۲ | فیلم سینمایی امروز        | بازیگر                                                                | سید رضا میر کریمی                |
| ۱۳۹۲ | فیلم سینمایی حق سکوت      | بازیگر                                                                | محمد هادی نائیجی                 |

| سال  | نام اثر                                                         | سمت                                    | کارگردان             |
| ۱۴۰۱ | سریال نوبت لیلی                                                 | مدیر برنامه‌ریز و سرپرست گروه کارگردانی | روح‌الله حجازی        |
| ۱۳۹۶ | سریال سرزمین کهن (فاز ۳)                                        | دستیار اول کارگردان و بازیگر           | کمال تبریزی          |
|      | سریال دلدادگی (پس از گذشت ۶ ماه از پیش تولید پروژه متوقف گردید) | دستیار اول کارگردان                    | رضا میرکریمی         |
|      | مجموعهٔ تلویزیونی تاکسی شهر                                      | کارگردان و طراح صحنهٔ                   |                      |
|      | سریال تلویزیونی شاهین می‌خواند                                   | بازیگر                                 | عباس سعادتمند        |
|      | سریال پنجره                                                     | بازیگر                                 | عباس سعادتمند        |
|      | سریال مشاهیر جهان اسلام                                         | بازیگر                                 | حسن کاربخش           |
|      | سریال مشاهیر جهان                                               | بازیگر                                 | عباس سعادتمند        |
|      | سریال بهانه‌ای برای بودن                                         | بازیگر، بازیگردان و انتخاب بازیگر      | بابک لطفی خواجه پاشا |
|      |                                                                 |                                        |                      |

| سال | نام اثر                 | سمت                                 | کارگردان                      |
| --- | ----------------------- | ----------------------------------- | ----------------------------- |
|     | تله فیلم قند ترش        | انتخاب بازیگر و دستیار اول کارگردان | کورش خزاعی اصل                |
|     | تله فیلم آهسته نگاهم کن | مشاور کارگردان و بازیگردان          | بابک لطفی خواجه پاشا          |
|     | فیلم کوتاه نقطه زن      | مشاور کارگردان                      | محصول انجمن سینمای جوان ایران |

## سوابق فرهنگی
- مؤسس خانه هنرمندان استان البرز
- عضو شورای ارزشیابی و نظارت بر نمایش استان البرز (به مدت ۴ سال)
- عضو هیئت امنای انجمن هنرهای نمایشی استان البرز (به مدت ۶ سال)
- همکاری در ستاد برگزاری چندین جشنوارهٔ تئاتر

## جوایز
- دریافت سیمرغ بلورین بهترین کارگردان بین الملل، از چهل و دومین جشنواره بین المللی فیلم فجر در بخش آسیا (جلوه گاه شرق) برای کارگردانی فیلم سینمایی آسمان غرب[۲]
- برنده سیمرغ زرین بهترین فیلم نگاه ملی از چهل و دومین جشنواره بین المللی فیلم فجر برای کارگردانی فیلم سینمایی آسمان غرب
- دریافت سیمرغ بلورین و دیپلم افتخار بهترین کارگردان فیلم اول[۳] از چهل و یکمین جشنوارهٔ بین‌المللی فیلم فجر[۴]
- دریافت سیمرغ بلورین و دیپلم افتخار بهترین کارگردان بین‌الملل (بخش مقاومت) از چهل و یکمین جشنواره ی بین‌المللی فیلم فجر[۳]
- دریافت تندیس بهترین کارگردان فیلم اول از هفدهمین جشنوارهٔ بین‌المللی فیلم مقاومت
- دریافت تندیس و جایزهٔ ویژهٔ هیئت داوران نخستین جشنواره بین‌المللی فیلم ایثار
- دریافت بیش از ۳۵ مقام از جشنواره‌های مختلف سراسری و بین‌المللی در سمت‌های کارگردان، نویسنده، بازیگر و طراح صحنه